# Рутково (Щиценський повіт)
Рутково (пол. Rutkowo, нім. Ruttkowen; 1938-45: Ruttkau) — село в Польщі, у гміні Дзьвежути Щиценського повіту Вармінсько-Мазурського воєводства.
У 1975-1998 роках село належало до Ольштинського воєводства.